# Katherine Clerk Maxwell
Katherine Mary Clerk Maxwell (née Dewar; Glasgow, 1824 – 12 de dezembro de 1886), foi uma cientista física mais conhecida por suas observações que suportaram e contribuíram para as descobertas de seu marido, James Clerk Maxwell. As mais notáveis destas são seus experimentos com a visão das cores e viscosidade dos gases.
Nascida Katherine Dewar em 1824 em Glasgow, se casou com Clerk Maxwell em 1859. Suas contribuições são fartamente registradas em cartas a seu marido, parcialmente devido a um incêndio na casa da família Maxwell que destruiu a maior parte dos documentos da família.

## Juventude e casamento

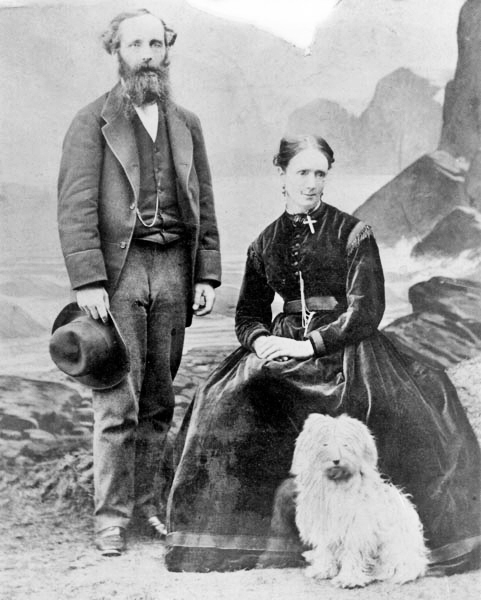
Katherine Clerk Maxwell (sentada) com seu marido James Clerk Maxwell e o cachorro do casal Toby.

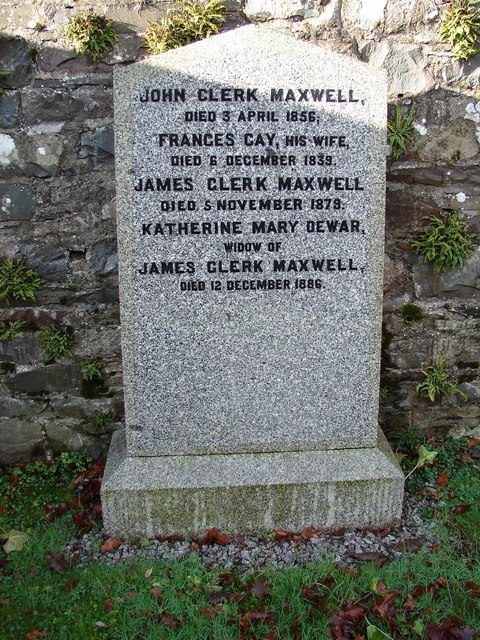
Sepultura de Katherine Clerk Maxwell em Parton, Dumfries and Galloway, e de seu marido James Clerk Maxwell e seus pais

Katherine MaryDewar era filha de Susan Place e do reverendo presbiteriano Daniel Dewar diretor do Marischal College, Aberdeen  Pouco de sua infância parece ter sido registrado. Quando estava na cada dos 30 anos, conheceu James Clerk Maxwell, que era 7 anos mais novo, durante seu mandato como professor de Filosofia natural no Marischal College (1856-1860). Seu pai, Rev. Daniel Dewar, desenvolveu uma amizade com James que resultou em suas visitas frequentes à casa de Dewar, bem como em um convite para se juntar a eles em férias em família. James anunciou seu noivado em fevereiro de 1858 e eles se casaram na paróquia de Old Machar, Aberdeen, em 2 de junho de 1858. O casal não teve filhos. 

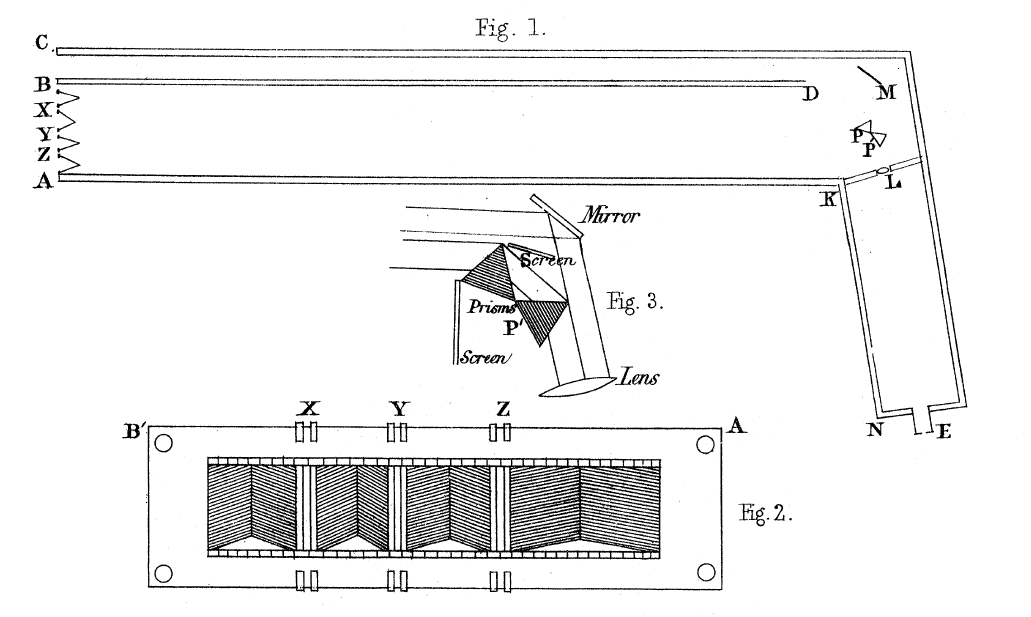
This is a diagram of the instrument used by James and Katherine in the Colour Light experiments as it appeared in James Clerk Maxwell's Philosophical Transactions publication titled "On the Theory of Compound Colours, and the Relations of the Colours of the Spectrum." Vol. 150 pp. 57–84. 1 January 1860.

.